# Падение Трои (мини-сериал)
«Паде́ние Тро́и» (англ. Troy: Fall of a City) — британский телесериал, основанный на истории Троянской войны и истории любви Париса и Елены. Сериал является совместным производством BBC One и Netflix, которые будут показывать мини-сериал в Великобритании и по всему миру соответственно. Премьера мини-сериала состоялась 17 февраля 2018 года на BBC One.

## В ролях
Главные роли в фильме исполнили:
- Луис Хантер — Парис
- Белла Дэйн — Елена Прекрасная
- Дэвид Трелфелл — Приам
- Фрэнсис О’Коннор — Гекуба
- Том Уэстон-Джонс — Гектор
- Джозеф Моул — Одиссей
- Хлоя Пирри — Андромаха
- Джонни Харрис — Агамемнон
- Дэвид Гяси — Ахиллес
- Джонас Армстронг — Менелай
- Альфред Энох — Эней
- Эйми-Фион Эдвардс — Кассандра
- Хаким Кае-Казим — Зевс
- Крис Фишер — Деифоб
- Кристиан Счумби — Троил
- Алекс Ланипекун — Пандар
- Джонатан Пайнар — Литос
- Дэвид Эйвери — Ксантиус
- Лекс Кинг — Афродита
- Эми Луиз Уилсон — Брисеида
- Инге Бекманн — Гера
- Шамила Миллер — Афина
- Дьярмэйд Мерта — Гермес
- Нина Милнер — Пентесилея
- Тандо Хопа — Артемида

## Производство
Мини-сериал снимался в Кейптауне и состоит из восьми эпизодов. Сценарий написали Дэвид Фарр, Нэнси Харрис, Мика Уоткинс и Джо Бартон, а режиссёром выступили Оуэн Харрис и Марк Брозел.